# Eilema costimaculata
Eilema costimaculata là một loài bướm đêm thuộc phân họ Arctiinae, họ Erebidae.